# كايلا كوشتا
كايلا دا سيلفا كوشتا (بالبرتغالية: Keila da Silva Costa‏) هي متسابقة وثب طويل وثلاثي برازيلية ولدت في يوم 6 فبراير 1983 في مدينة أبريو دي ليما في بيرنامبوكو في البرازيل، أبرز إنجازاتها هو فوزها بالميدالية البرونزية في بطولة العالم لألعاب القوى داخل الصالات 2010 في الدوحة في الوثب الطويل، كايلا فازت أيضاً بميداليتين فضيتين في دورة الألعاب الأمريكية 2007 في ريودي جانيرو في الوثب الطويل والوثب الثلاثي، وفازت أيضاً بالميدالية الفضية في بطولة الألعاب الأمريكية 2015 في تورنتو. كايلا كوستا هي حاملة رقم أمريكا الجنوبية في الوثب الثلاثي للنساء ب14.58، أما أفضل رقم شخصي لها في الوثب الطويل هو 6.88 سجلته في سنة 2007.

## روابط خارجية
- كايلا كوشتا على موقع الاتحاد الدولي لألعاب القوى (الإنجليزية)
- كايلا كوشتا على موقع الدوري الماسي (الإنجليزية)
- كايلا كوشتا على موقع اللجنة الأولمبية الدولية (الإنجليزية)
- كايلا كوشتا على موقع أوليمبيديا (الإنجليزية)
- كايلا كوشتا على موقع اللجنة الأولمبية البرازيلية (البرتغالية)